# Ферль
Ферль (нем. Verl) — город в Германии, в земле Северный Рейн-Вестфалия, получил свой статус 1 января 2010 года.
Подчиняется административному округу Детмольд. Входит в состав района Гютерсло. Население составляет 25 318 человека (на 31 декабря 2019 года). Занимает площадь 71,37 км². Официальный код — 05 7 54 044.
Город подразделяется на 5 городских районов.